# Рейна Виктория Эухения (крейсер)
«Рейна Виктория Эухения» — лёгкий крейсер испанского флота.

## История создания
«Рейна Виктория Эухения» стала первым испанским крейсером, заложенным после испано-американской войны. За основу проекта выбрали наиболее современный и удачный английский крейсер того времени — «Бирмингем». Заложен 31.03.1915, спущен на воду 21.04.1920 и вступил в строй в феврале 1923 года.

## История службы
В 1931 году переименован в «Република». В мае 1935 из-за устарелости и плохого технического состояния выведен в резерв в Кадисе. 19.7.1936 захвачен в ходе мятежа националистов и первоначально использовался в качестве плавучей батареи, затем разооружен. В 1937 году переименован в «Наварра». Модернизирован в Кадисе в 1937-38 годах. После модернизации принимал участие в блокадных действиях против Республики. После гражданской войны становится учебным кораблем. Отправлен на слом в 1954 году.